# Architects
Architects es una banda británica de metalcore fundada en Brighton, Inglaterra, 2004. La banda actualmente consiste en el vocalista Sam Carter, el baterista Dan Searle, el guitarrista Adam Christianson y Alex Dean en el bajo. La banda pasó por varios cambios de nombre antes de decidirse por Architects. Su primer nombre fue Inharmonic, que fue rápidamente cambiado a Counting the Days. Después de un par de años, este fue a su vez modificado para Architects. Han lanzado once álbumes de estudio, un EP compartido con Dead Swans y un demo en 2005.
La medianoche del 20 de agosto de 2016 la banda anunció que su guitarrista Tom Searle había fallecido tras varios años de lucha contra un cáncer que tenía en la piel. Tras un año de su muerte, el grupo anunciaría que Josh Middleton de Sylosis, pasaría a formar parte de la banda como guitarra líder, en sustitución de Tom.

## Historia

### Formación yNightmares(2004–2006)
Todos los miembros originales de Architects crecieron alrededor de Brighton, East Sussex y fueron muy activos dentro de la escena musical local antes de formar la banda. Sam Carter, que era baterista y estudió la batería en el Instituto Brighton de Música Moderna antes de unirse a la banda, había actuado en múltiples bandas locales como baterista y algunas veces como cantante.
Architects fue fundada en 2004 por el baterista Dan Searle y su hermano gemelo, el guitarrista Tom Searle. El proyecto se llamó "Counting the Days" hasta que floreció en lo que ahora se conoce como "Architects" con el vocalista original Matt Johnson, el guitarrista Tim Hillier-Brook y Tim Lucas en el bajo. En 2006, el bajista original de la banda, Tim Lucas, decidió abandonar la banda para continuar su carrera académica. Fue reemplazado por Alex Dean. La banda había viajado por el Reino Unido en muchas giras apoyando a varias bandas diferentes (Beecher, Bring Me the Horizon) en apoyo de su álbum debut  Nightmares . Debido a la edad de los miembros de la banda en los primeros años, tuvieron que reservar semanas de vacaciones en la universidad para hacer giras por todo el país.

### Cambio de vocalista principal y firma con Century Media (2007–2009)
Solo seis meses después del lanzamiento de Nightmares, el vocalista original de Architects Matt Johnson dejó la banda. Dan Searle dijo que después de que Johnson dejara la banda, todos vieron a Sam Carter tocar con otras bandas locales y decidieron que era una "elección fácil". Ali Dean se acercó a Carter mientras estaba en el trabajo y tenía algunas prácticas de banda. Cuando Carter se unió como el nuevo vocalista principal de Architects hizo su debut en el escenario interpretando la canción "The Darkest Tomb". Después de esta salida amistosa, Johnson formó la banda Whitemare con exmiembros de Johnny Truant y Centurion, y también brevemente el guitarrista Tim Hillier-Brook en el bajo. Lanzaron su segundo álbum Ruin el 25 de junio de 2007. A pesar de lanzar su álbum debut Nightmares el año anterior, la banda sintió que se habían desarrollado mucho como compositores y deseaban lanzar algo más rápido. Carter sintió presión al escribir la letra de Ruin, ya que tuvo un período de seis semanas entre unirse a Architects y entrar al estudio para grabar. Dan Searle comentó que Carter se basó en una experiencia más personal en sus letras que su cantante anterior, Johnson. Ellos fueron soporte de Suicide Silence en 2007 en The Cleansing The Nation Tour en los Estados Unidos.
A principios de 2008, lanzaron un EP dividido con la banda británica Dead Swans, que presentó dos canciones de cada artista. Architects contribuyeron con "We're All Alone" y "Broken Clocks", y Dead Swans contribuyó con "In the Half Light" y "Swallow". La canción "We're All Alone" se convirtió en "Hollow Crown". Architects dijo que querían lanzar el álbum en un esfuerzo por mostrar a las personas que todavía estaban progresando en su estilo. El EP fue bien recibido por la prensa musical británica con calificaciones de 7/10 de Metal Hammer, 8/10 de Rock Sound, A 7.5 fue otorgado por Terrorizer for Architects del EP y cuatro "K" de 5 de Kerrang!. El lanzamiento fue seguido por una gira de doble vuelta por el Reino Unido.
En mayo de 2008, Architects anunció que habían sido contratados por Century Media Records para un acuerdo de tres álbumes. Se convirtieron en la primera banda británica que Century Media había firmado desde Napalm Death. Dean dijo que la firma era importante para que la banda "formara parte de un sello tan establecido y es absolutamente agradable que nuestros discos salgan a la luz pública en todo el mundo". Dan Searle describió el apoyo de Century Media con "nuestra ambición de empujar esta banda lo más que podamos ". El anuncio de su firma en Century Media se complementó con el relanzamiento de su segundo álbum, Ruin, a nivel mundial con la pista de bonificación adicional Broken Clocks. En noviembre de 2008, la banda se embarcó en Never Say Die Tour! una gira europea con Parkway Drive como titular y también con el apoyo de Unearth, Despised Icon, Protest the Hero, Whitechapel y Carnifex.
El 26 de enero de 2009, Architects hizo su debut en Century Records con su tercer álbum de estudio Hollow Crown. Fue lanzado en el Reino Unido y Australia el 26 de enero de 2009, el 10 de febrero en los Estados Unidos y Canadá, el 20 de febrero en Europa continental y el 21 de febrero en Japón. La banda grabó el álbum en julio de 2008 después del anuncio de unirse a la lista de Century Media. Dan Searle en una entrevista se le preguntó por qué la banda le dio el título y afirmó "dependiendo de a quién le pregunte en la banda! Para mí se refiere a las personas que conoce en la vida que no ganan nada, pero se les da todo". Para la promoción inicial del álbum, la banda completó una gira de 19 fechas por el Reino Unido con el apoyo de Misery Signals y A Textbook Tragedy. A principios de 2009, la banda apoyó a Parkway Drive junto con August Burns Red en el Parkway Drive: The DVD Tour en Australia. En octubre y noviembre de 2009 encabezaron el segundo Never Say Die! En enero de 2009, Tom Searle había creído que la banda había recorrido América del Norte y Europa en 17 giras por separado.

### The Here and NowyDaybreaker(2010–2012)
Architects anunció que el primer sencillo del próximo cuarto álbum se titularía "Day in Day Out", y se estrenó en el podcast de BBC Radio 1 de Daniel P. Carter, The Rock Show, el 30 de agosto de 2010. La banda encabezó giras por el Reino Unido en octubre de 2010 con Norma Jean, Devil Sold His Soul y Lower Than Atlantis, y Australia en diciembre con Comeback Kid como coprotagonistas y This is Hell y Rolo Tomassi como teloneros.
El 19 de enero de 2011, se lanzó el cuarto álbum de Architects, The Here and Now. El álbum fue grabado en 2010 desde mayo hasta junio en The Omen Room Studios en California y contó con la voz de Andrew Neufeld de Comeback Kid y Greg Puciato de The Dillinger Escape Plan. El álbum fue visto como yendo en una dirección más comercial del resto del trabajo de la banda. El álbum vendió 900 copias en los Estados Unidos en su primera semana y debutó en el número 47 en las listas de éxitos de Top Heatseekers de los EE. UU. Y en el número 57 en las listas de álbumes del Reino Unido. Tras su lanzamiento, el álbum fue bien recibido por la crítica. El baterista Dan Searle al describir el sonido del álbum en una entrevista cree que fue una partida masiva, pero también una progresión lógica para la banda, y dijo: "Entiendo completamente que somos conocidos por ser una banda técnica, pero no es lo que queremos escribir más, creo que si nos fijamos en la forma en que hemos evolucionado en los últimos registros, podría verlo venir. Empezamos a escribir música técnica cuando teníamos 16 años y pasamos los años desde que nos alejamos lentamente de ella, parece que diferentes personas escribieron esas canciones". Al mirar hacia atrás en el álbum en retrospectiva, la banda siempre ha visto el período en que se lanzó el disco como uno de dificultad y falta de confianza en sí mismos.
El primer sencillo de Architects "Devil's Island" de su quinto álbum Daybreaker fue la primera señal de que la banda regresaba "un paso más cerca de sus raíces técnicas más antiguas".
En febrero de 2011, Architects anunció la salida del bajista Alex Dean, debido a compromisos familiares. El 3 de julio de 2011 se anunció que Dean se había reincorporado a la banda. Cuando Dean comentó la breve separación de cinco meses de la banda, dijo: "Estoy muy contento de poder decir que he vuelto, poder quedarme en casa durante los últimos meses me ha dado a mi familia y a mí la oportunidad de adaptarme a lo que sucedió el año pasado y sé que nos ha hecho mucho bien a todos ". Durante este período, Dean no formó parte de la banda y Casey Lagos se desempeñó como bajista en algunos de los tours.
En abril de 2011, Bring Me the Horizon como parte de su apoyo continuo para su tercer álbum en su gira internacional There Is a Hell... Architects fue el soporte principal junto a Parkway Drive y los apoyaron en dos continentes. Comenzó con una gira por Europa, comenzando en el Reino Unido con The Devil Wears Prada como el apoyo de apertura para el grupo del Reino Unido y el dubstep Tek-one de apertura para el resto de Europa continental. El 28 de abril, Matt Nicholls se rompió el brazo mientras jugaba al fútbol con miembros de Bring Me the Horizon, Parkway Drive y Architects, y en lugar de cancelar la gira del baterista de Architects Dan Searle como baterista, esto significaba que el setlist de Bring Me the Horizon era reducido a la mitad en longitud. Esta gira europea duró hasta fines de agosto. Architects, Parkway Drive y Deez Nuts apoyaron Bring Me the Horizon en América del Norte durante septiembre y octubre.
El quinto álbum de estudio de Architects, Daybreaker fue lanzado el 28 de mayo de 2012 en Europa y el 5 de junio de 2012 en los Estados Unidos. El 16 de abril de 2012, después de que el álbum se grabó por completo, se anunció que Tim Hillier-Brook dejaría la banda para buscar otros proyectos. Josh Middleton, el líder de la banda de metal británica Sylosis se convirtió en un guitarrista de gira hasta que la banda decidió un nuevo quinto miembro.
Daybreaker recibió una recepción mixta de los críticos. Los críticos negativos afirmaron que las canciones del álbum eran "pegadizas y ocasionalmente atractivas" pero "idénticas y formulistas". La banda promocionó el álbum Daybreaker a través de una colección de 75 shows en 25 países (en 4 continentes, incluyendo: Sudeste de Asia, Australia, Norteamérica y Europa), llamado The Daybreaker Almost World Tour.

### Documental de Hundred Days yLost Forever // Lost Together(2013-2015)
En 2013, la banda promocionó Daybreaker aún más, principalmente en los Estados Unidos, primero apoyando a Enter Shikari en los Estados Unidos en marzo con Crossfaith y luego como parte del American Warped Tour 2013 en junio. También tocaron en el escenario principal en Download Festival 2013 en Donington Park, Leicestershire, Reino Unido. Antes de su gran gira en los Estados Unidos, la banda no confiaba en tocar ya que estaban "cansados de perder dinero" con sus giras en el país y que "la banda estaba a punto de rendirse ante Estados Unidos". Architects anunció que estaban grabando su sexto álbum de larga duración en septiembre. La banda anunció que realizarían una tercera gira por los Estados Unidos en 2013 en noviembre y diciembre con los coprotagonistas Protest The Hero y el apoyo de The Kindred and Affiance, y los planes para ir a Australia antes de 2013 habían terminado. La actuación final de Architects en apoyo de Daybreaker es su primera actuación en la India en el festival de cultura Saarang el 11 de enero de 2014 con la banda de rock rumana Grimus.
A mediados de abril de 2013, Architects lanzó un avance de su documental One Hundred Days: The Story Of Architects, Almost World Tour. Dirigido por Tom Welsh, el documental es una historia sobre el Almost World Tour de Architects. El financiamiento para la película se realizó como un proyecto financiado por la comunidad en indiegogo. La banda decidió lanzar la película desde que dejaron Century Media. Después de que se alcanzó la cantidad objetivo para la película, Architects publicaron un clip de canción de una nueva canción, "Black Blood", en línea. La separación de la banda de Century Media fue después de que expiró su contrato y debido a "una ocurrencia diaria" de peleas. Luego se unieron a la lista de registros de Epitaph tanto por la oportunidad de romper el mercado estadounidense como por su admiración por las bandas de su lista como Every Time I Die y Converge.
Su sexto álbum de estudio, Lost Forever // Lost Together, fue lanzado el 11 de marzo de 2014, producido por Henrik Udd y grabado en el estudio Studio Fredman de Gotemburgo. Dos sencillos fueron lanzados para promover el disco "Naysayer", "Broken Cross"; y un video musical para "Gravedigger". En apoyo del lanzamiento del disco, Architects recorrieron Europa en marzo y abril con Stray from the Path y Northlane como principales soportes. Luego completaron una gira cotitular de los Estados Unidos con Letlive. en abril y mayo; y luego han organizado una gira de apoyo de The Amity Affliction en Australia, incluyendo dos shows principales en el país y una gira canadiense en agosto y septiembre.
El 18 de febrero de 2015, Sam Carter anunció que el miembro de gira Adam Christianson se había convertido en miembro de Architects de tiempo completo.

### All Our Gods Have Abandoned Usy la muerte de Tom Searle (2015–2017)
El 12 de junio de 2015, Tom Searle anunció que la banda comenzó a hacer demostraciones de nuevas canciones y estaba emocionado por el lanzamiento de un séptimo álbum. El 6 de marzo de 2016, Epitaph Records lanzó una nueva canción de Architects, "A Match Made in Heaven". Es el primer sencillo de All Our Gods Have Abandoned Us, que se lanzó el 27 de mayo. El 11 de abril, Architects lanzó un segundo sencillo, "Gone with the Wind". El 23 de marzo, Architects anunció un espectáculo de lanzamiento en Brighton para el 27 de mayo, con el apoyo de Counting Days. Debido a una demanda inesperadamente alta, el sitio web del boleto sobrevendió accidentalmente las entradas, lo que llevó a la banda a agregar una segunda fecha el 28 de mayo. Architects estrenó una tercera canción, "Downfall", el 20 de mayo. El mismo día, anunciaron una gira de titulares en el Reino Unido para noviembre de 2016. Architects también tocaron varios espectáculos en Europa continental y en América del Norte durante el verano. Tom Searle afirmó que se trata de "un grupo de ateos que piensan si podría haber algo más grande", y que debido a su cáncer se estaba volviendo altamente contemplativo acerca de la vida, y que este álbum es el producto de eso, un tren de pensamiento.
El 20 de agosto de 2016, el guitarrista y compositor fundador Tom Searle murió a la edad de 28 años, después de vivir durante tres años con cáncer de piel de melanoma. Su condición no se hizo pública anteriormente, aunque lo mencionó en la canción "C.A.N.C.E.R" en Lost Forever // Lost Together. Inicialmente, Searle fue declarado libre de cáncer después de una cirugía de pierna en 2013, pero el cáncer regresó. Se le mostró en el segmento 'In Memoriam' en los premios BRIT de 2017, y la canción "Paragon" en el álbum de Northlane, Mesmer, fue escrita en homenaje a él.
El hermano gemelo y compañero de banda de Dan Searle, confirmó en un comunicado en la página oficial de Facebook de la banda que su próxima gira por Australia, así como su gira principal en Reino Unido y Europa, seguiría siendo un homenaje a su hermano después de su muerte. Sobre el futuro de la banda, Dan Searle escribió: "Queremos continuar, eso es importante decirlo, y nos esforzaremos por hacerlo, pero no lanzaremos ninguna música a menos que realmente creamos que es algo que Tom haría. Hemos estado orgullosos de si podemos lograrlo o no, es algo que tendremos que descubrir a tiempo". Sean Delander de Thy Art Is Murder completó para Searle en la gira australiana, y Josh Middleton de Sylosis completó la gira europea.

### Holy Hell(2017-2020)
El 7 de marzo de 2017, Daniel P. Carter lanzó un episodio de su podcast SWAD (Someone Who Is No Me) con Dan Searle, a través del cual Dan habló por primera vez sobre la muerte de su hermano Tom y cómo se enfrentó a su enfermedad. Durante el cual, también explicó que tanto él como Tom escribieron canciones para un nuevo álbum juntos antes de su muerte, y la música se ha escrito desde entonces. El 24 de agosto de 2017, la banda ganó el "Mejor álbum" en la edición inaugural de los Heavy Music Awards en Londres por All Our Gods Have Abandoned Us. El mismo día, la banda también anunció las fechas de una gira europea titulares, que incluye su primera cita en la arena en las costas del Reino Unido, y por extensión su mayor espectáculo titular hasta la fecha.
El 6 de septiembre de 2017, Architects lanzó un sencillo titulado "Doomsday". El sencillo es el primer material lanzado por la banda desde el fallecimiento de Searle, y presenta al nuevo guitarrista principal Josh Middleton en el video musical. La canción fue lanzada poco después de que la banda anunciara que estaban empezando a trabajar en material nuevo. Dan Searle confirmó en Twitter que "Doomsday" es una canción que Tom Searle no pudo terminar antes de fallecer y también actúa como su "forma de mostrar a todos que todavía hay un futuro". Al día siguiente, Architects confirmó que Josh Middleton se había convertido en miembro de la banda a tiempo completo.
El 12 de septiembre de 2018, la banda publicó un videoclip de una nueva canción llamada "Hereafter" y anunció el lanzamiento de su octavo álbum de estudio, Holy Hell, para el 9 de noviembre de 2018.

### For Those That Wish To Exist(2020-2022)
El 20 de octubre de 2020, Architects lanzó su nuevo sencillo "Animals", con el cual anunció su noveno álbum de estudio, For Those That Wish to Exist, el cual fue lanzado el 26 de febrero de 2021. Este alcanzó el puesto número #1 en Reino Unido y Australia
El 8 de febrero de 2021, Architects lanzó el sencillo "Meteor". Más tarde, el 22 de febrero, la banda lanzó el videoclip del sencillo.
El 17 de mayo, Carter ha prestado su voz al tema de Final Fantasy XIV: Endwalker. Comentó sobre ser parte del proyecto: "Realmente orgulloso de haber sido parte de este Final Fantasy XIV: Endwalker.
El 12 de noviembre de 2021, la banda anunció otra transmisión en vivo global para completar el año con una presentación exclusiva de For Those That Wish To Exist en vivo en Abbey Road Studios el 11 de diciembre a través de Veeps.

### The Classic Symptoms of a Broken Spirit(2022-2023)
El 20 de abril de 2022, la banda lanzó el nuevo sencillo "When We Were Young" junto con un video musical que lo acompaña. La canción se estrenó en Future Sounds de BBC Radio 1 con Clara Amfo, junto con una entrevista posterior con Sam Carter. El 12 de julio, Architects dio a conocer el sencillo "Tear Gas" y su correspondiente video musical. Al mismo tiempo, anunciaron inesperadamente su próximo décimo álbum de estudio, The Classic Symptoms of a Broken Spirit, cuyo lanzamiento está previsto para el 21 de octubre de 2022.
El 28 de mayo de 2023, la banda anunció que el guitarrista principal Josh Middleton dejó la banda en buenos términos.

### The Sky, the Earth & All Between(2024-presente)
El 4 de diciembre, la banda estrenó el vídeo musical del nuevo sencillo "Seeing Red". El 10 de abril de 2024, Architects presentó un nuevo sencillo, "Curse".
El 19 de noviembre, la banda lanzó el sencillo "Whiplash" y su videoclip correspondiente. Al mismo tiempo, anunciaron su próximo undécimo álbum de estudio The Sky, the Earth & All Between, cuyo lanzamiento está previsto para el 28 de febrero de 2025.

## Controversia
En enero de 2024, la banda generó cierta controversia después de que el guitarrista Adam Christianson retuiteara una publicación transfóbica del comentarista político Tim Pool. Christianson se disculpó por esto y afirmó que fue un retuit accidental, pero otros usuarios notaron que anteriormente le habían gustado numerosos tuits que se consideraban homofóbicos y transfóbicos. Después de esto, Sam Carter hizo una declaración sobre la postura de la banda al respecto en un concierto, afirmando: "Nadie en este escenario juzga a nadie por su género, su raza y de quién está enamorado. Nunca lo hemos hecho. Nunca lo haremos". Eso no es lo que esta banda representa, y no es lo que esta banda representará jamás. Los amamos a cada uno de ustedes".

## Miembros
| Miembros actuales - Sam Carter - voz (2007-presente) - Adam Christianson - guitarra rítmica (2015-presente, en vivo 2012, 2014-2015) - Alex "Ali Dino" Dean - bajo (2006–2011, 2011–presente), teclados (2018-presente) - Dan Searle - batería (2004-presente) | Miembros anteriores - Matt Johnson - voz (2004–2007) - Tim Lucas - bajo (2004–2006) - Tim Hillier-Brook - guitarra rítmica (2004–2012) - Tom Searle - guitarra líder (2004–2016, fallecido en 2016) - Josh Middleton – guitarra líder, voz (2017–2023, en vivo 2016–2017), guitarra rítmica (en vivo, 2012) Miembros en vivo - Casey Lagos – (ex Stick to Your Guns) bajo (2011) - Bobby Daniels – (Counting Days) bajo (2011) - Morgan Sinclair – guitarra rítmica (2013) - Sean Delander (Thy Art Is Murder) – guitarra líder (2016) |

Línea del tiempo

## Discografía
Álbumes de estudio
- 2006: Nightmares
- 2007: Ruin
- 2009: Hollow Crown
- 2011: The Here And Now
- 2012: Daybreaker
- 2014: Lost Forever // Lost Together
- 2016: All Our Gods Have Abandoned Us
- 2018: Holy Hell
- 2021: For Those That Wish to Exist
- 2022: The Classic Symptoms of a Broken Spirit
- 2025: The Sky, the Earth & All Between